# Coalition sociale-libérale
Pour un article plus général, voir Coalition en Allemagne.
Une coalition sociale-libérale (en allemand : sozialliberale Koalition) est un type de coalition gouvernementale unissant en Allemagne le Parti social-démocrate d'Allemagne (SPD) et le Parti libéral-démocrate (FDP).

## Historique
La coalition sociale-libérale apparaît à la fin des années 1950 au niveau régional, à Hambourg et Brême, avant de s'étendre à d'autres Länder au cours des années 1960 et 1970. 
En 1969, le Parti social-démocrate arrive au pouvoir au niveau fédéral et s'y maintient pendant treize ans grâce à sa coalition avec le Parti libéral-démocrate. À cette époque, le FDP est le plus petit des trois principaux partis ouest-allemands, et la coexistence en son sein des courants libéral et social-libéral lui permet de jouer le rôle de partenaire pour les deux grands partis.
Les alliances entre sociaux-démocrates et libéraux disparaissent dès le début des années 1980, notamment en raison de l'ancrage définitif du FDP au centre droit, matérialisé par la motion de censure qui renverse Helmut Schmidt comme chancelier fédéral au profit du chrétien-démocrate Helmut Kohl en 1982. Près de dix ans après, le Parti social-démocrate de Rhénanie-Palatinat parvient à rétablir une coalition avec le Parti libéral et à la maintenir pendant trois législatures, et ce alors qu'en 1996 une « coalition noire-jaune » était numériquement majoritaire, et qu'en 2001 une « coalition rouge-verte » était arithmétiquement envisageable.

## Au niveau fédéral
| Députés   | Dates                                                           | Chancelier  | Chancelier     | Chancelier | Cabinet   |
| --------- | --------------------------------------------------------------- | ----------- | -------------- | ---------- | --------- |
| 254 / 496 | 22 octobre 1969 - 15 décembre 1972 (3 ans, 1 mois et 23 jours)  |             | Willy Brandt   | SPD        | Brandt I  |
| 271 / 496 | 15 décembre 1972 – 16 mai 1974 (1 an, 5 mois et 1 jour)         | Brandt II   | Willy Brandt   | SPD        |           |
| 271 / 496 | 16 mai 1974 – 14 décembre 1976 (2 ans, 6 mois et 28 jours)      |             | Helmut Schmidt | SPD        | Schmidt I |
| 253 / 496 | 16 décembre 1976 – 4 novembre 1980 (3 ans, 10 mois et 19 jours) | Schmidt II  | Helmut Schmidt | SPD        |           |
| 271 / 497 | 6 novembre 1980 – 1er novembre 1982 (2 ans et 25 jours)         | Schmidt III | Helmut Schmidt | SPD        |           |

## Au niveau desLänder

### Wurtemberg-Bade
| Députés  | Dates                                                      | Ministre-président | Ministre-président | Ministre-président | Cabinet   |
| -------- | ---------------------------------------------------------- | ------------------ | ------------------ | ------------------ | --------- |
| 56 / 100 | 11 janvier 1951 – 25 avril 1952 (1 an, 3 mois et 14 jours) |                    | Reinhold Maier     | DVP                | Maier III |

### Hambourg
| Députés  | Dates                                                       | Premier bourgmestre | Premier bourgmestre | Premier bourgmestre | Sénat           |
| -------- | ----------------------------------------------------------- | ------------------- | ------------------- | ------------------- | --------------- |
| 79 / 120 | 21 décembre 1957 – 31 décembre 1960 (3 ans et 10 jours)     |                     | Max Brauer          | SPD                 | Brauer III      |
| 79 / 120 | 1er janvier – 13 décembre 1961 (11 mois et 12 jours)        |                     | Paul Nevermann      | SPD                 | Nevermann I     |
| 84 / 120 | 13 décembre 1961 – 9 juin 1965 (3 ans, 5 mois et 27 jours)  | Nevermann II        | Paul Nevermann      | SPD                 |                 |
| 84 / 120 | 9 juin 1965 – 27 avril 1966 (10 mois et 18 jours)           |                     | Herbert Weichmann   | SPD                 | Weichmann I     |
|          |                                                             |                     |                     |                     |                 |
| 79 / 120 | 22 avril 1970 – 9 juin 1971 (1 an, 1 mois et 18 jours)      |                     | Herbert Weichmann   | SPD                 | Weichmann III   |
| 79 / 120 | 9 juin 1971 – 30 avril 1974 (2 ans, 10 mois et 21 jours)    |                     | Peter Schulz        | SPD                 | Schulz I        |
| 69 / 120 | 30 avril – 4 novembre 1974 (6 mois et 5 jours)              | Schulz II           | Peter Schulz        | SPD                 |                 |
| 69 / 120 | 12 novembre 1974 – 28 juin 1978 (3 ans, 7 mois et 16 jours) |                     | Hans-Ulrich Klose   | SPD                 | Klose I         |
|          |                                                             |                     |                     |                     |                 |
| 63 / 120 | 2 septembre 1987 – 8 juin 1988 (9 mois et 6 jours)          |                     | Klaus von Dohnanyi  | SPD                 | von Dohnanyi IV |
| 63 / 120 | 8 juin 1988 – 26 juin 1991 (3 ans et 18 jours)              |                     | Henning Voscherau   | SPD                 | Voscherau I     |

### Brême
| Députés  | Dates                                                           | Président du Sénat | Président du Sénat | Président du Sénat | Sénat       |
| -------- | --------------------------------------------------------------- | ------------------ | ------------------ | ------------------ | ----------- |
| 68 / 100 | 21 décembre 1959 – 26 novembre 1963 (3 ans, 11 mois et 5 jours) |                    | Wilhelm Kaisen     | SPD                | Kaisen VI   |
| 65 / 100 | 26 novembre 1963 – 19 juillet 1965 (1 an, 7 mois et 23 jours)   | Kaisen VII         | Wilhelm Kaisen     | SPD                |             |
| 65 / 100 | 20 juillet 1965 – 28 novembre 1967 (2 ans, 4 mois et 8 jours)   |                    | Willy Dehnkamp     | SPD                | Dehnkamp    |
| 60 / 100 | 28 novembre 1967 – 15 décembre 1971 (5 ans et 17 jours)         |                    | Hans Koschnick     | SPD                | Koschnick I |

### Berlin-Ouest
| Députés  | Dates                                                      | Bourgmestre-gouverneur | Bourgmestre-gouverneur | Bourgmestre-gouverneur | Sénat      |
| -------- | ---------------------------------------------------------- | ---------------------- | ---------------------- | ---------------------- | ---------- |
| 99 / 140 | 8 mars 1963 – 14 décembre 1966 (3 ans, 9 mois et 6 jours)  |                        | Willy Brandt           | SPD                    | Brandt III |
| 99 / 140 | 14 décembre 1966 – 6 avril 1967 (3 mois et 23 jours)       |                        | Heinrich Albertz       | SPD                    | Albertz I  |
| 90 / 137 | 6 avril – 19 octobre 1967 (6 mois et 4 jours)              | Albertz II             | Heinrich Albertz       | SPD                    |            |
| 90 / 137 | 19 octobre 1967 – 20 avril 1971 (3 ans, 6 mois et 1 jour)  |                        | Klaus Schütz           | SPD                    | Schütz I   |
|          |                                                            |                        |                        |                        |            |
| 78 / 147 | 24 avril 1975 – 2 mai 1977 (2 ans et 8 jours)              |                        | Klaus Schütz           | SPD                    | Schütz III |
| 78 / 147 | 2 mai 1977 – 26 avril 1979 (1 an, 11 mois et 24 jours)     |                        | Dietrich Stobbe        | SPD                    | Stobbe I   |
| 72 / 135 | 26 avril 1979 – 15 janvier 1981 (1 an, 8 mois et 20 jours) | Stobbe II              | Dietrich Stobbe        | SPD                    |            |
| 72 / 135 | 15 janvier – 11 juin 1981 (4 mois et 27 jours)             |                        | Hans-Jochen Vogel      | SPD                    | Vogel      |

### Basse-Saxe
| Députés  | Dates                                                       | Ministre-président | Ministre-président | Ministre-président | Cabinet       |
| -------- | ----------------------------------------------------------- | ------------------ | ------------------ | ------------------ | ------------- |
| 87 / 149 | 12 juin 1963 – 13 mai 1965 (1 an, 11 mois et 1 jour)        |                    | Georg Diederichs   | SPD                | Diederichs II |
|          |                                                             |                    |                    |                    |               |
| 78 / 155 | 10 juillet 1974 – 15 janvier 1976 (1 an, 6 mois et 5 jours) |                    | Alfred Kubel       | SPD                | Kubel II      |

### Rhénanie-du-Nord-Westphalie
| Députés   | Dates                                                         | Ministre-président | Ministre-président | Ministre-président | Cabinet |
| --------- | ------------------------------------------------------------- | ------------------ | ------------------ | ------------------ | ------- |
| 114 / 200 | 8 décembre 1966 – 28 juillet 1970 (3 ans, 7 mois et 20 jours) |                    | Heinz Kühn         | SPD                | Kühn I  |
| 105 / 200 | 28 juillet 1970 – 4 juin 1975 (4 ans, 10 mois et 7 jours)     | Kühn II            | Heinz Kühn         | SPD                |         |
| 105 / 200 | 4 juin 1975 – 20 septembre 1978 (3 ans, 3 mois et 16 jours)   | Kühn III           | Heinz Kühn         | SPD                |         |
| 105 / 200 | 28 juillet 1970 – 4 juin 1980 (9 ans, 10 mois et 7 jours)     |                    | Johannes Rau       | SPD                | Rau I   |

### Hesse
| Députés  | Dates                                                          | Ministre-président | Ministre-président | Ministre-président | Cabinet    |
| -------- | -------------------------------------------------------------- | ------------------ | ------------------ | ------------------ | ---------- |
| 64 / 110 | 17 décembre 1970 – 18 décembre 1974 (4 ans et 1 jour)          |                    | Albert Osswald     | SPD                | Osswald II |
| 57 / 110 | 18 décembre 1974 – 20 octobre 1976 (1 an, 10 mois et 2 jours)  | Osswald III        | Albert Osswald     | SPD                |            |
| 57 / 110 | 20 octobre 1976 – 14 décembre 1978 (2 ans, 1 mois et 24 jours) |                    | Holger Börner      | SPD                | Börner I   |
| 57 / 110 | 14 décembre 1978 – 4 juillet 1984 (5 ans, 6 mois et 20 jours)  | Börner II          | Holger Börner      | SPD                |            |
| 49 / 110 | 14 décembre 1978 – 4 juillet 1984 (5 ans, 6 mois et 20 jours)  | Börner II          | Holger Börner      | SPD                |            |

### Rhénanie-Palatinat
| Députés  | Dates                                                    | Ministre-président | Ministre-président | Ministre-président | Cabinet   |
| -------- | -------------------------------------------------------- | ------------------ | ------------------ | ------------------ | --------- |
| 54 / 101 | 21 mai 1991 – 26 octobre 1994 (3 ans, 5 mois et 5 jours) |                    | Rudolf Scharping   | SPD                | Scharping |
| 54 / 101 | 26 octobre 1994 – 20 mai 1996 (1 an, 6 mois et 24 jours) |                    | Kurt Beck          | SPD                | Beck I    |
| 53 / 101 | 20 mai 1996 – 18 mai 2001 (4 ans, 11 mois et 28 jours)   | Beck II            | Kurt Beck          | SPD                |           |
| 57 / 101 | 18 mai 2001 – 18 mai 2006 (5 ans)                        | Beck III           | Kurt Beck          | SPD                |           |

## Source
- (de) Cet article est partiellement ou en totalité issu de l’article de Wikipédia en allemand intitulé « Sozialliberale Koalition » (voir la liste des auteurs).